# Фестиваль польського художнього кіно
Фестиваль польського художнього кіно в Гдині (пол. Festiwal Polskich Filmów Fabularnych), Гдинський кінофестиваль (2012) та Гдиня-кінофестиваль (2013–2016)  — фестиваль, присвячений національному художньому кіно. Один із найважливіших кінематографічних форумів Польщі.
У період з 1974 по 1986 рік захід проводився в Гданську в Будинку технологій. Під час фестивалю презентують найновіші польські повнометражні стрічки, створені протягом року, що минув від часу попереднього випуску події. Найвищою нагородою, яку можуть отримати творці фільмів, є престижні відзнаки під назвою «Золоті леви» та «Срібні леви».

## Основна програма
Центральною подією фестивалю є «Основний конкурс», у межах якого нові польські повнометражні фільми, створені протягом року після попереднього фестивалю, змагаються за головні нагороди — «Золоті леви» та «Срібні леви».
Окремо представлено «конкурс короткометражних фільмів», до якого входять роботи студентів польських кіношкіл та незалежних продюсерів. «Конкурс мікробюджетного кіно» підсумовує результати реалізації дебютних проєктів, що отримали грантову підтримку Польського кіноінституту.

## Позаконкурсні програми
У межах фестивалю також функціонують численні позаконкурсні секції, зокрема:
- «Чиста класика» (Czysta Klasyka) — ретроспективні покази відреставрованих класичних польських фільмів;
- «Полоніка» (Polonica) — сучасні міжнародні копродукції, створені за участі польських митців і продюсерів;
- «Ґдиня для дітей» (Gdynia Dzieciom) — програма дитячих фільмів, орієнтована на наймолодших глядачів.

## Індустрійна та освітня діяльність
Фестиваль супроводжується низкою професійних і освітніх заходів у межах «платформи Gdynia Industry», зокрема:
- галузеві зустрічі, дебати та конференції, організовані Асоціацією польських кінематографістів, Гільдією польських режисерів, організацією «Жінки в кіно», KIPA (Національною палатою аудіовізуальних продюсерів), а також Польським кіноінститутом;
- тематичні панелі, присвячені майбутньому фестивалю;
- програма «Шкільної фільмотеки», що включає семінари з правової культури та медіаграмотності.

## Локації
Основними майданчиками фестивалю є «Музичний театр у Ґдині» та «Ґдинський кіноцентр», де відбуваються основні покази, зустрічі з кіномитцями та пресконференції. З 2019 року ключовим кінотеатром для широкої аудиторії є «мультиплекс Helios», розташований у торговому центрі Riviera. Саме тут відбуваються презентації конкурсних фільмів за участю глядачів і творчих команд.
Простір Грюнвальдської площі стає фестивальним осередком просто неба, де проводяться кінопокази, виставки, концерти кіномузики та публічні заходи для мешканців Труймяста та туристів.

## Роль Ґдинського кіноцентру
Упродовж року Ґдинський кіноцентр виконує функцію офісу фестивалю (через Поморський кінофонд у Ґдині), а під час проведення заходу перетворюється на медіацентр. У залі «Варшава» проводяться прес-покази конкурсних стрічок і зустрічі з авторами. Камерна атмосфера фестивального простору сприяє тісній взаємодії між глядачами, акторами та режисерами.
Завдяки широкому спектру конкурсних і позаконкурсних програм, галузевих подій, а також активній взаємодії з містом, «Фестиваль польського художнього кіно в Ґдині» виступає важливим майданчиком для розвитку польського кінематографа й залучення нової аудиторії до сучасної культурної дискусії.

Організатори:
- Міністерство культури та національної спадщини
- Польський інститут кіномистецтва
- Асоціація польських кінематографістів
- Самоврядування Поморського воєводства
- Місто Гдиня